# Parma Football Club 2004-2005
Questa voce raccoglie le informazioni riguardanti il Parma Football Club nelle competizioni ufficiali della stagione 2004-2005.

## Stagione
Durante l'estate 2004 il club ducale, che poco dopo la conclusione del precedente torneo aveva ingaggiato Silvio Baldini in panchina, cambiò la denominazione: da Parma Associazione Calcio divenne Parma Football Club, per scongiurare il rischio di fallimento corso l'anno precedente. Il quinto posto del campionato 2003-04 aveva valso la partecipazione alla Coppa UEFA, nel cui turno iniziale gli emiliani disputarono - contro lo sloveno Maribor - la centesima partita nelle competizioni continentali. La vittoria per 3-2 all'andata alleggerì la situazione in vista del ritorno, dove un pareggio senza gol consentì la qualificazione per la fase a gruppi. Distratto da un campionato meno felice del precedente, il Parma aprì il girone con una secca sconfitta a Bilbao; dopo la vittoria casalinga contro la Steaua Bucarest, giunse un'altra sconfitta a Liegi. Ad inizio dicembre, dopo un filotto di tre sconfitte consecutive, Baldini fu sostituito temporaneamente da Zoratto: nelle ore successive, la dirigenza annunciò l'ingaggio di Pietro Carmignani che già nel 2001 aveva guidato la formazione. Il passaggio ai sedicesimi della Coppa UEFA giunse all'ultima giornata, battendo in rimonta il Beşiktaş. In campionato, i gialloblu denunciarono invece una situazione preoccupante: sconfitti anche dalla Roma, fermarono la striscia negativa soltanto all'inizio del 2005 pareggiando con la Juventus. Nelle ultime due giornate del girone di andata, i gol di Gilardino fruttarono 6 punti: il giovane attaccante realizzò la rete della vittoria a Siena (che permise ai ducali di agganciare in classifica gli stessi toscani) e 7 giorni dopo si ripeté contro il Lecce, firmando a tempo scaduto il successo. All'inizio della fase di ritorno, la squadra avvicinò la salvezza diretta.
Di ben altra caratura risultò il percorso europeo, con il Parma che raggiunse le semifinali facendosi poi battere dal CSKA Mosca. Il campionato terminò con due pareggi, grazie ai quali la compagine crociata totalizzò 42 punti in classifica accedendo allo spareggio contro il Bologna. La tensione del doppio confronto sfociò nella partita di andata, in cui i felsinei vinsero di misura una sfida segnata da risse e ben 4 espulsioni. Nel ritorno, disputato a Bologna, il Parma fu però capace di ribaltare il verdetto e vincendo per 2-0 si assicurò la permanenza in massima serie.

## Divise e sponsor[38]
| Casa | Trasferta |

## Rosa
| N. |                     | Ruolo | Calciatore        |
| -- | ------------------- | ----- | ----------------- |
| 1  | Italia (bandiera)   | P     | Gianluca Berti    |
| 2  | Italia (bandiera)   | D     | Stefano Bettarini |
| 3  | Italia (bandiera)   | D     | Giuseppe Cardone  |
| 4  | Italia (bandiera)   | D     | Cesare Bovo       |
| 5  | Italia (bandiera)   | D     | Daniele Bonera    |
| 6  | Colombia (bandiera) | C     | Jorge Bolaño      |
| 7  | Romania (bandiera)  | C     | Ianis Zicu        |
| 8  | Italia (bandiera)   | C     | Alessandro Budel  |
| 8  | Italia (bandiera)   | C     | Renato Olive      |
| 9  | Italia (bandiera)   | A     | Massimo Maccarone |
| 10 | Italia (bandiera)   | A     | Domenico Morfeo   |
| 11 | Italia (bandiera)   | A     | Alberto Gilardino |
| 13 | Italia (bandiera)   | A     | Daniele Degano    |
| 14 | Italia (bandiera)   | D     | Matteo Contini    |
| 15 | Italia (bandiera)   | C     | Filippo Savi      |
| 17 | Francia (bandiera)  | P     | Sébastien Frey    |
| 18 | Italia (bandiera)   | A     | Francesco Ruopolo |
| 19 | Italia (bandiera)   | C     | Andrea Pisanu     |
| 20 | Italia (bandiera)   | C     | Alessandro Rosina |
| 21 | Italia (bandiera)   | C     | Gaetano Grieco    |
| 22 | Italia (bandiera)   | P     | Giordano Vanin    |

| N. |                      | Ruolo | Calciatore           |
| -- | -------------------- | ----- | -------------------- |
| 23 | Australia (bandiera) | C     | Mark Bresciano       |
| 24 | Italia (bandiera)    | A     | Alex Gibbs           |
| 25 | Italia (bandiera)    | D     | Alberto Galuppo      |
| 26 | Italia (bandiera)    | D     | Damiano Ferronetti   |
| 27 | Italia (bandiera)    | A     | Tonino Sorrentino    |
| 28 | Italia (bandiera)    | D     | Paolo Cannavaro      |
| 29 | Guinea (bandiera)    | D     | Ibrahima Sory Camara |
| 30 | Brasile (bandiera)   | C     | Fábio Simplício      |
| 31 | Italia (bandiera)    | P     | Alfonso De Lucia     |
| 32 | Italia (bandiera)    | C     | Marco Marchionni     |
| 33 | Australia (bandiera) | C     | Vincenzo Grella      |
| 35 | Italia (bandiera)    | C     | Daniele Dessena      |
| 37 | Italia (bandiera)    | P     | Luca Bucci           |
| 40 | Italia (bandiera)    | A     | Vincenzo Pepe        |
| 40 | Italia (bandiera)    | A     | Fabio Vignaroli      |
| 42 | Italia (bandiera)    | C     | Davide Furlan        |
| 77 | Italia (bandiera)    | D     | Alessandro Potenza   |
|    | Italia (bandiera)    | P     | Fabio Virgili        |
|    | Italia (bandiera)    | C     | Mario Rebecchi       |
|    | Italia (bandiera)    | A     | Andrea Ferretti      |

## Risultati

### Serie A

#### Girone d'andata
| Parma 12 settembre 2004, ore 15:00 1ª giornata | Parma             | 0 – 0 referto | Messina | Stadio Ennio Tardini\| Arbitro: \| Rizzoli (Bologna) \| |
| Arbitro:                                       | Rizzoli (Bologna) |               |         |                                                         |

| Arbitro: | Morganti (Ascoli Piceno) |

|                                                                        |           |  |
| Di Natale 15’ Jankulovski 74’ (rig.) Di Michele 76’ Fava Passaro 90+2’ | Marcatori |  |

| Arbitro: | Rodomonti (Roma) |

|               |           |                            |
| Cannavaro 58’ | Marcatori | 13’ Locatelli 20’ Petruzzi |

| Arbitro: | Morganti (Ascoli Piceno) |

|                  |           |                              |
| Martins 72’, 82’ | Marcatori | 17’ Gilardino 74’ Marchionni |

| Parma 3 ottobre 2004, ore 15:00 5ª giornata | Parma              | 0 – 0 referto | Fiorentina | Stadio Ennio Tardini\| Arbitro: \| Tombolini (Ancona) \| |
| Arbitro:                                    | Tombolini (Ancona) |               |            |                                                          |

| Arbitro: | Collina (Viareggio) |

|                                             |           |               |
| Di Biagio 25’ A. Caracciolo 28’ Mannini 47’ | Marcatori | 11’ Gilardino |

| Arbitro: | Messina (Bergamo) |

|                                            |           |            |
| Marchionni 16’ Bresciano 27’ Gilardino 64’ | Marcatori | 37’ Rocchi |

| Arbitro: | Rizzoli (Bologna) |

|                                 |           |                |
| Abeijon 45+1’ Mau. Esposito 85’ | Marcatori | 16’ Marchionni |

| Arbitro: | De Marco (Chiavari) |

|                           |           |                         |
| Gilardino 40’, 55’ (rig.) | Marcatori | 45’ Budan 76’ Montolivo |

| Arbitro: | Bergonzi (Genova) |

|              |           |               |
| Gonzalez 74’ | Marcatori | 37’ Gilardino |

| Arbitro: | De Santis (Roma) |

|            |           |  |
| Morfeo 79’ | Marcatori |  |

| Arbitro: | Rizzoli (Bologna) |

|                              |           |                      |
| Amauri 55’ (aut.) Morfeo 78’ | Marcatori | 63’ Amauri 68’ César |

| Arbitro: | Messina (Bergamo) |

|                     |           |  |
| Flachi 90+4’ (rig.) | Marcatori |  |

| Arbitro: | Pieri (Lucca) |

|               |           |                    |
| Gilardino 67’ | Marcatori | 82’ Kaká 90’ Pirlo |

| Arbitro: | Saccani (Mantova) |

|                       |           |  |
| C. Lucarelli 39’, 88’ | Marcatori |  |

| Arbitro: | Racalbuto (Gallarate) |

|                                              |           |            |
| Cassano 10’, 50’ Totti 29’, 58’ Montella 52’ | Marcatori | 45+1’ Bovo |

| Arbitro: | De Santis (Roma) |

|                |           |                 |
| Marchionni 85’ | Marcatori | 64’ Ibrahimovic |

| Arbitro: | Preschern (Mestre) |

|  |           |               |
|  | Marcatori | 21’ Gilardino |

| Arbitro: | Palanca (Roma) |

|                               |           |             |
| Bresciano 53’ Gilardino 90+4’ | Marcatori | 82’ Vučinić |

#### Girone di ritorno
| Arbitro: | Bertini (Arezzo) |

|               |           |  |
| Di Napoli 80’ | Marcatori |  |

| Arbitro: | Dattilo (Locri) |

|               |           |  |
| Gilardino 35’ | Marcatori |  |

| Arbitro: | Rodomonti (Roma) |

|                                         |           |                |
| Sussi 55’ Amoroso 71’ C. Bellucci 90+4’ | Marcatori | 87’ Sorrentino |

| Arbitro: | Collina (Viareggio) |

|                                    |           |                                 |
| Simplicio 36’ (rig.) Gilardino 60’ | Marcatori | 76’ Córdoba 82’ (rig.) C. Vieri |

| Arbitro: | Paparesta (Bari) |

|                           |           |               |
| Chiellini 47’ Miccoli 81’ | Marcatori | 85’ Gilardino |

| Arbitro: | Collina (Viareggio) |

|                                 |           |                      |
| Gilardino 23’ (rig.) Morfeo 50’ | Marcatori | 52’ (rig.) Di Biagio |

| Arbitro: | Messina (Bergamo) |

|                                  |           |  |
| Oddo 19’ (rig.) A. Filippini 89’ | Marcatori |  |

| Arbitro: | Cassarà (Palermo) |

|                                        |           |                            |
| Gilardino 10’ Bovo 17’ Simplicio 90+3’ | Marcatori | 4’ (aut.) Bonera 89’ Suazo |

| Arbitro: | Pieri (Lucca) |

|             |           |  |
| Adriano 79’ | Marcatori |  |

| Arbitro: | Rodomonti (Roma) |

|                                        |           |                                  |
| Morfeo 20’ Gilardino 50’ (rig.), 90+2’ | Marcatori | 13’, 47’ Brienza 34’ (rig.) Toni |

| Arbitro: | Tombolini (Ancona) |

|                   |           |                               |
| Mozart 54’ (rig.) | Marcatori | 21’, 49’ Morfeo 63’ Simplicio |

| Arbitro: | Farina (Novi Ligure) |

|                             |           |  |
| Marchesetti 66’ Cossato 77’ | Marcatori |  |

| Arbitro: | Collina (Viareggio) |

|               |           |                |
| Gilardino 39’ | Marcatori | 35’ Gasbarroni |

| Arbitro: | Rosetti (Torino) |

|                                |           |  |
| Kaká 34’ Tomasson 62’ Cafu 71’ | Marcatori |  |

| Arbitro: | Rodomonti (Roma) |

|                                                      |           |                                        |
| Gilardino 3’, 37’, 72’, 85’ Pisanu 27’ Simplicio 47’ | Marcatori | 22’, 25’, 58’ (rig.), 74’ C. Lucarelli |

| Arbitro: | Trefoloni (Siena) |

|                                 |           |            |
| Morfeo 63’ Gilardino 79’ (rig.) | Marcatori | 5’ Cassano |

| Arbitro: | Paparesta (Bari) |

|                              |           |  |
| Del Piero 6’ Ibrahimovic 23’ | Marcatori |  |

| Parma 22 maggio 2005, ore 15:00 37ª giornata | Parma            | 0 – 0 referto | Siena | Stadio Ennio Tardini\| Arbitro: \| Rodomonti (Roma) \| |
| Arbitro:                                     | Rodomonti (Roma) |               |       |                                                        |

| Arbitro: | De Santis (Roma) |

|                                        |           |                                        |
| Pinardi 30’ Vučinić 41’ Dalla Bona 47’ | Marcatori | 23’ Morfeo 43’ Bresciano 56’ Gilardino |

### Spareggio
| Arbitro: | Farina (Novi Ligure) |

|  |           |          |
|  | Marcatori | 18’ Tare |

| Arbitro: | Collina (Viareggio) |

|  |           |                             |
|  | Marcatori | 17’ Cardone 45+2’ Gilardino |

### Coppa Italia

#### Fase finale
| Arbitro: | Brighi (Cesena) |

|                         |           |  |
| Portillo 27’ Valdés 79’ | Marcatori |  |

| Arbitro: | Saccani (Mantova) |

|  |           |                                    |
|  | Marcatori | 54’ Fantini 70’ Maresca 80’ Maggio |

### Coppa UEFA

#### Primo Turno
| Arbitro: | Messner |

|                                 |           |                           |
| Maccarone 4’ 22’ Marchionni 65’ | Marcatori | 14’ (rig.) Kvas 89’ Golob |

| Maribor 30 settembre 2004, ore 20:15 Ritorno | Maribor | 0 – 0 referto | Parma | Stadion Ljudski vrt\| Arbitro: \| Wack \| |
| Arbitro:                                     | Wack    |               |       |                                           |

#### Fase a gironi
| Arbitro: | Zsabó |

|                          |           |  |
| Gurpegi 5’ del Horno 49’ | Marcatori |  |

| Arbitro: | Bossen |

|           |           |  |
| Budel 80’ | Marcatori |  |

| Arbitro: | Halsey |

|                          |           |            |
| Geraerts 54’ Curbelo 90’ | Marcatori | 44’ Pisanu |

| Arbitro: | Duhamel |

|                                      |           |                    |
| Gilardino 17’ Cardone 36’ Degano 60’ | Marcatori | 6’ Buruk 89’ Metin |

#### Fase ad eliminazione diretta
| Parma 16 febbraio 2005, ore 20:30 Sedicesimi di finale - Andata | Parma    | 0 – 0 referto | Stoccarda | Stadio Ennio Tardini\| Arbitro: \| Allaerts \| |
| Arbitro:                                                        | Allaerts |               |           |                                                |

| Arbitro: | Clarke |

|  |           |                            |
|  | Marcatori | 98’ Marchionni 116’ Pisanu |

| Siviglia 16 marzo 2005, ore 21:30 Ottavi di finale - Andata | Siviglia | 0 – 0 referto | Parma | Stadio Ramón Sánchez-Pizjuán\| Arbitro: \| Temmink \| |
| Arbitro:                                                    | Temmink  |               |       |                                                       |

| Arbitro: | Larsen |

|             |           |  |
| Cardone 19’ | Marcatori |  |

| Arbitro: | Poulat |

|          |           |            |
| Mila 61’ | Marcatori | 34’ Pisanu |

| Parma 14 aprile 2005, ore 20:45 Quarti di finale - Ritorno | Parma  | 0 – 0 referto | Austria Vienna | Stadio Ennio Tardini\| Arbitro: \| Bennet \| |
| Arbitro:                                                   | Bennet |               |                |                                              |

| Parma 28 aprile 2005, ore 21:00 Semifinale - Andata | Parma   | 0 – 0 referto | CSKA Mosca | Stadio Ennio Tardini\| Arbitro: \| Busacca \| |
| Arbitro:                                            | Busacca |               |            |                                               |

| Arbitro: | Hamer |

|                                       |           |  |
| Daniel Carvalho 9’ 53’ Berezuckij 59’ | Marcatori |  |

## Statistiche

### Statistiche di squadra
Statistiche aggiornate al 18 giugno 2005.
| Competizione       | Punti | In casa | In casa | In casa | In casa | In casa | In casa | In trasferta | In trasferta | In trasferta | In trasferta | In trasferta | In trasferta | Totale | Totale | Totale | Totale | Totale | Totale | DR  |
| Competizione       | Punti | G       | V       | N       | P       | Gf      | Gs      | G            | V            | N            | P            | Gf           | Gs           | G      | V      | N      | P      | Gf     | Gs     | DR  |
| ------------------ | ----- | ------- | ------- | ------- | ------- | ------- | ------- | ------------ | ------------ | ------------ | ------------ | ------------ | ------------ | ------ | ------ | ------ | ------ | ------ | ------ | --- |
| Serie A            | 42    | 19      | 8       | 9       | 2       | 33      | 25      | 19           | 2            | 3            | 14           | 15           | 40           | 38     | 10     | 12     | 16     | 48     | 65     | -17 |
| Coppa Italia       | -     | 1       | 0       | 0       | 1       | 0       | 3       | 1            | 0            | 0            | 1            | 0            | 2            | 2      | 0      | 0      | 2      | 0      | 7      | -7  |
| Coppa UEFA         | 6     | 7       | 4       | 3       | 0       | 8       | 4       | 6            | 1            | 2            | 3            | 4            | 8            | 13     | 5      | 5      | 3      | 12     | 12     | 0   |
| Spareggio salvezza | -     | 1       | 0       | 0       | 1       | 0       | 1       | 1            | 1            | 0            | 0            | 2            | 0            | 2      | 1      | 0      | 1      | 2      | 1      | +1  |
| Totale             | 42    | 28      | 12      | 12      | 4       | 41      | 33      | 27           | 4            | 5            | 18           | 21           | 50           | 55     | 16     | 17     | 22     | 62     | 85     | -23 |

### Andamento in campionato
| Giornata  | 1  | 2  | 3  | 4  | 5  | 6  | 7  | 8  | 9  | 10 | 11 | 12 | 13 | 14 | 15 | 16 | 17 | 18 | 19 | 20 | 21 | 22 | 23 | 24 | 25 | 26 | 27 | 28 | 29 | 30 | 31 | 32 | 33 | 34 | 35 | 36 | 37 | 38 |
| --------- | -- | -- | -- | -- | -- | -- | -- | -- | -- | -- | -- | -- | -- | -- | -- | -- | -- | -- | -- | -- | -- | -- | -- | -- | -- | -- | -- | -- | -- | -- | -- | -- | -- | -- | -- | -- | -- | -- |
| Luogo     | C  | T  | C  | T  | C  | T  | C  | T  | C  | T  | C  | C  | T  | C  | T  | T  | C  | T  | C  | T  | C  | T  | C  | T  | C  | T  | C  | T  | C  | T  | T  | C  | T  | C  | C  | T  | C  | T  |
| Risultato | N  | P  | P  | N  | N  | P  | V  | P  | N  | N  | V  | N  | P  | P  | P  | P  | N  | V  | V  | P  | V  | P  | N  | P  | V  | P  | V  | P  | N  | V  | P  | N  | P  | V  | V  | P  | N  | N  |
| Posizione | 13 | 17 | 18 | 20 | 18 | 19 | 17 | 19 | 19 | 19 | 17 | 18 | 18 | 18 | 18 | 19 | 19 | 18 | 18 | 17 | 17 | 17 | 17 | 18 | 17 | 17 | 16 | 16 | 17 | 15 | 17 | 16 | 19 | 15 | 15 | 15 | 17 | 17 |

Legenda:

Luogo: C = Casa; T = Trasferta. Risultato: V = Vittoria; N = Pareggio; P = Sconfitta.